# Buddy Boeheim
Jackson Thomas "Buddy" Boeheim (Fayetteville, 11 de novembro de 1999) é um jogador norte-americano de basquete profissional que joga no Detroit Pistons da National Basketball Association (NBA) e no Motor City Cruise da G-League.
Ele jogou basquete universitário pela Universidade de Syracuse. Ele é filho do treinador de basquete de Syracuse, Jim Boeheim.

## Carreira no ensino médio
Boeheim estudou na Jamesville-DeWitt High School em DeWitt, Nova York. Em sua terceira temporada, ele teve médias de 26,3 pontos e 9,8 rebotes, sendo nomeado o Jogador do Ano da Central New York Large School. Em sua última temporada, Boeheim foi transferido para a Brewster Academy em Wolfeboro, New Hampshire, onde atuou como capitão do time. Ele se comprometeu a jogar basquete universitário em Universidade de Syracuse, onde seu pai é o treinador principal.

## Carreira universitária
Boeheim foi reserva em sua temporada de calouro e teve média de 6,8 pontos. Ele entrou como titular em seu segundo ano e teve média de 15,3 pontos. Em 11 de março de 2021, Boeheim marcou 31 pontos, o recorde de sua carreira, na derrota por 72-69 para Virginia nas quartas de final do Torneio da ACC. Em seu jogo seguinte, ele marcou 30 pontos em uma vitória por 78-62 sobre San Diego State na primeira rodada do Torneio da NCAA. Em sua terceira temporada, Boeheim teve médias de 17,8 pontos e 2,6 assistências e foi nomeado para a Primeira-Equipe da ACC.

## Carreira profissional
Depois de não ser selecionado no draft da NBA de 2022, Boeheim assinou um contrato de mão dupla com o Detroit Pistons. Mais tarde, Boeheim se juntou ao time do Pistons na Summer League de 2022. Em sua estreia na Summer League, Boeheim não marcou pontos, acertando 0 de 2 arremessos em cerca de nove minutos na vitória por 81–78 contra o Portland Trail Blazers. Quatro noites depois, ele marcou 18 pontos, o maior número da equipe, para os Pistons em uma derrota para o Indiana Pacers.
Em julho de 2023, Boeheim se juntou ao Pistons para a Summer League de 2023 e, em 2 de outubro, assinou um contrato padrão com a equipe. No entanto, ele foi dispensado em 21 de outubro e, nove dias depois, ingressou no Motor City Cruise.
Em 23 de fevereiro de 2024, Boeheim assinou um contrato padrão com o Detroit Pistons.

## Estatísticas da carreira

### NBA

#### Temporada regular
| Ano      | Equipe   | PJ | PT | MPJ | AP   | 3P   | LL    | RT  | AS | BR | TO | PPJ |
| -------- | -------- | -- | -- | --- | ---- | ---- | ----- | --- | -- | -- | -- | --- |
| 2022–23  | Detroit  | 10 | 0  | 9.0 | .185 | .160 | 1.000 | .6  | .4 | .2 | .0 | 1.6 |
| 2023–24  | Detroit  | 10 | 0  | 8.4 | .310 | .320 | .800  | 1.0 | .3 | .0 | .1 | 3.4 |
| Carreira | Carreira | 20 | 0  | 8.7 | .247 | .240 | .900  | .8  | .3 | .1 | .0 | 2.5 |

### Universitário
| Ano      | Equipe   | PJ  | PT | MPJ  | AP   | 3P   | LL   | RT  | AS  | BR  | TO | PPJ  |
| -------- | -------- | --- | -- | ---- | ---- | ---- | ---- | --- | --- | --- | -- | ---- |
| 2018–19  | Syracuse | 32  | 5  | 17.1 | .381 | .353 | .788 | 1.6 | 1.0 | .6  | .1 | 6.8  |
| 2019–20  | Syracuse | 32  | 32 | 35.6 | .407 | .370 | .714 | 1.9 | 2.2 | 1.1 | .2 | 15.3 |
| 2020–21  | Syracuse | 25  | 25 | 36.2 | .433 | .383 | .849 | 2.6 | 2.6 | 1.3 | .0 | 17.8 |
| 2021–22  | Syracuse | 32  | 32 | 38.0 | .406 | .341 | .884 | 3.4 | 3.1 | 1.5 | .1 | 19.2 |
| Carreira | Carreira | 121 | 94 | 31.7 | .406 | .361 | .808 | 2.3 | 2.2 | 1.1 | .1 | 14.7 |

Fonte:

## Vida pessoal
Seu pai é o treinador de basquete, Jim Boeheim, por quem jogou na Universidade de Syracuse. Dois de seus irmãos jogam basquete universitário: seu irmão mais velho, Jimmy, que jogou com ele em Syracuse, e sua irmã gêmea, Jamie, em Rochester.